# Sangue do Meu Sangue (1969)
Sangue do Meu Sangue é uma telenovela brasileira produzida pela extinta TV Excelsior e exibida de 31 de março de 1969 a 31 de janeiro de 1970 no horário das 20 horas, totalizando 284 capítulos. Foi escrita por Vicente Sesso e dirigida por Sérgio Britto.

## Trama
A história se passa no Brasil do século XIX, nos tempos do Segundo Reinado. Para evitar que o desfalque que dera no banco do sogro seja descoberto, Clóvis Camargo faz com que Carlos, o funcionário que poderia incriminá-lo, sofra um acidente com uma bomba. Carlos sobrevive, mas perde a memória e não se lembra mais da mulher Clara e dos filhos Lúcio, Cíntia e Ricardo. Dez anos se passam. Perambulando pelas ruas, Carlos se junta à trupe mambembe de Raposo e seu amigo Furtado Lins, que o acolhem, e recupera a memória. Passa então a acompanhar o dia-a-dia de sua família sem se revelar vivo e a lutar para que Clóvis pague por todas as maldades que cometera. Além do desfalque e da tentativa de assassinato, Clóvis oprime a mulher, Júlia, tenta convencer a todos de que ela está louca e maltrata os escravos, entre outras atrocidades. Em meio à trama está a atriz Pola Renon, que era amante de Carlos e com sua suposta morte passou a ajudar a família dele, sem revelar nada sobre o romance. O filho mais velho de Carlos, Lúcio, se apaixona por Pola e vive os dramas desse amor em meio às maquinações pela abolição da escravatura, luta que conta com Júlia como aliada quando esta resolve se libertar das garras opressoras de um marido que não a ama.

## Elenco
| Ator                 | Personagem                       |
| -------------------- | -------------------------------- |
| Francisco Cuoco      | Carlos Resende                   |
| Francisco Cuoco      | Lúcio Resende                    |
| Nicette Bruno        | Clara Resende                    |
| Fernanda Montenegro  | Júlia Albuquerque Soares Camargo |
| Henrique Martins     | Clóvis Camargo                   |
| Tônia Carrero        | Pola Renon                       |
| Nívea Maria          | Cíntia Resende                   |
| Armando Bógus        | Maurício Albuquerque Soares      |
| Renato Machado       | Ricardo Resende                  |
| Edmundo Lopes        | Dr. Mário Albuquerque Soares     |
| Mauro Mendonça       | Conde Giorgio                    |
| Rodolfo Mayer        | Raposo                           |
| Rosamaria Murtinho   | Viviane                          |
| Sérgio Britto        | Tenente Alexandre Paranhos       |
| Ruthinéa de Moraes   | Juliana                          |
| Rita Cléos           | Suzana                           |
| Geovana Magagnin     | Vitória                          |
| Nestor de Montemar   | Lourenço                         |
| Carminha Brandão     | Mariana                          |
| Zé Luiz Pinho        | Inspetor Herculano               |
| Geny Prado           | Leocádia                         |
| Sadi Cabral          | Machado                          |
| Gilmara Sanches      | Solange Deschamps                |
| Salomé Parísio       | Zulmira                          |
| Geraldo Louzano      | Artur                            |
| Aldo de Maio         | Juca                             |
| Pierão de Castro     | Martinez                         |
| Elisabeth Becker     | Marisa                           |
| Beatriz Bargen       | Eugênia                          |
| Eduardo Abbas        | Pedro Cesteiro                   |
| Ênio de Carvalho     | Quinzinho Cerdeira               |
| Marlene Costa        | Carolina                         |
| Gladys Maria         | Bentinha                         |
| Rivaldo Perez        | Rivaldo                          |
| Mário Guimarães      | Praxedes                         |
| Marcos Paulo         | Marcos                           |
| Gilberto Sávio       | Lucas                            |
| Cuberos Netto        | Tenente Arruda                   |
| Marilena de Carvalho | Totonha                          |

### Participações especiais
| Ator                    | Personagem         |
| ----------------------- | ------------------ |
| Márcia Real             | Princesa Isabel    |
| Cláudio Corrêa e Castro | Dom Pedro II       |
| Nathalia Timberg        | Sarah Bernhardt    |
| Antonio Pitanga         | José do Patrocínio |
| Rachel Martins          | Bá                 |
| Carlos Zara             | Dr. Walter         |
| Silvio de Abreu         |                    |
| Luiz de Bittencourt     | Dr. Noronha        |
| Valdo Rodrigues         | Lúcio (criança)    |
| Américo Rodrigues       | Ricardo (criança)  |
| Eudósia Acuña           |                    |
| João José Pompeo        |                    |
| Elaine Leick            | criança            |